# Campeonato Departamental de Fútbol Playa de Guatemala 2019
El Campeonato Departamental de Fútbol Sala de Guatemala 2019 será la primera edición del Campeonato Departamental de Fútbol Sala. Será organizado por la Federación Nacional de Fútbol de Guatemala en colaboración con las Asociaciones Deportivas Departamentales.
El Campeonato busca fomentar la práctica y promoción de esta modalidad del fútbol a través de las Asociaciones Departamentales de Fútbol, quienes han sido capacitadas en el área técnica como deportiva en ambas disciplinas, con la intención de fortalecer el conocimiento, reglamentación y técnicas de juego del fútbol playa. 

## Organización

### Formato de competición
El torneo se desarrolla dividido en tres etapas: fase de grupos, semifinales y final.
En la fase de grupos los ocho equipos participantes se dividen en 2 grupos de 4 equipos, cada equipo juega una vez contra sus rivales de grupo con un sistema de todos contra todos, los equipos son clasificados en los grupos según los puntos obtenidos en todos sus partidos jugados los cuales son otorgados de la siguiente manera:
- 3 puntos por partido ganado.
- 1 punto por partido empatado.
- 0 puntos por partido perdido.

Clasifican a las semifinales los dos primeros lugares de cada grupo. Si al término de la fase de grupos dos o más equipos terminan empatados en puntos se aplican los siguientes criterios de desempate:
- La diferencia de goles en los partidos del grupo.
- La mayor cantidad de puntos obtenidos en los partidos entre los equipos en cuestión.
- Juego limpio.

En las semifinales los 4 equipos clasificados a esta instancia forman 2 series de dos equipos, los ganadores de cada serie clasifican a la final, los perdedores de las semifinales juegan el partido por el tercer lugar. 
Las semifinales y final se juegan con un sistema de eliminación directa, si algún partido de estas fases termina empatado luego de los noventa minutos de tiempo de juego reglamentario se procede a jugar un tiempo extra consistente en dos periodos de 15 minutos, si la igualdad persiste se define al ganador mediante tiros desde el punto penal.

### Sedes
| Estadio             | Ciudad              | Departamento | Grupo asignado |
| ------------------- | ------------------- | ------------ | -------------- |
| Campo Marte         | Ciudad de Guatemala | Guatemala    | Grupo A        |
| Paredón Buena Vista | Sipacate            | Escuintla    | Grupo B        |

## Equipos participantes
Un total de 8 asociaciones incribieron a su equipo.
Destacan las participaciones de Guatemala y El Progreso, departamentos sin costas marítimas (Sololá posee el acuífero del Lago de Atitlán).
| Equipos participantes | Equipos participantes |
| --------------------- | --------------------- |
| Guatemala             | Escuintla             |
| El Progreso           | Retalhuleu            |
| Izabal                | Sololá                |
| Jutiapa               | Suchitepéquez         |

## Fase de grupos

### Grupo A
| Equipo      | Pts | PJ | PG | PE | PP | GF | GC | Dif |
| ----------- | --- | -- | -- | -- | -- | -- | -- | --- |
| Guatemala   | 0   | 0  | 0  | 0  | 0  | 0  | 0  | 0   |
| El Progreso | 0   | 0  | 0  | 0  | 0  | 0  | 0  | 0   |
| Izabal      | 0   | 0  | 0  | 0  | 0  | 0  | 0  | 0   |
| Jutiapa     | 0   | 0  | 0  | 0  | 0  | 0  | 0  | 0   |

Guatemala  9 - 5  El Progreso
Izabal  2 - 9  Jutiapa
Jutiapa  10 - 1  El Progreso
El Progreso  7 - 3  Izabal
Guatemala  3 - 5  Jutiapa

### Grupo B
| Equipo        | Pts | PJ | PG | PE | PP | GF | GC | Dif |
| ------------- | --- | -- | -- | -- | -- | -- | -- | --- |
| Escuintla     | 0   | 0  | 0  | 0  | 0  | 0  | 0  | 0   |
| Retalhuleu    | 0   | 0  | 0  | 0  | 0  | 0  | 0  | 0   |
| Sololá        | 0   | 0  | 0  | 0  | 0  | 0  | 0  | 0   |
| Suchitepéquez | 0   | 0  | 0  | 0  | 0  | 0  | 0  | 0   |

Escuintla  7 - 2  Sololá
Suchitepéquez  4 - 2  Retalhuleu
Escuintla  4 - 2  Suchitepéquez

## Fase final
|  | Semifinales     | Semifinales  |  |  | Final           | Final |  |
|  |                 |              |  |  |                 |       |  |
|  | Fecha, pabellón |              |  |  |                 |       |  |
|  | Bandera de ?    |              |  |  |                 |       |  |
|  | Bandera de ?    |              |  |  |                 |       |  |
|  |                 |              |  |  |                 |       |  |
|  |                 |              |  |  | Fecha, pabellón |       |  |
|  |                 |              |  |  | Bandera de ?    |       |  |
|  |                 | Bandera de ? |  |  |                 |       |  |
|  |                 |              |  |  |                 |       |  |
|  |                 |              |  |  |                 |       |  |
|  |                 |              |  |  |                 |       |  |
|  | Fecha, pabellón |              |  |  |                 |       |  |
|  | Bandera de ?    |              |  |  |                 |       |  |
|  | Bandera de ?    |              |  |  |                 |       |  |